# Nisida Kitaró
Nisida Kitaró (西田 幾多郎 Nishida Kitarō, 1870. május 19. – Kamakura, 1945. június 7.) japán filozófus, a kiotói filozófiai iskola megalapítója.
Diplomáját a Tokiói Egyetemen szerezte meg 1894-ben filozófia szakirányon. Későbbiekben a Kiotói egyetem filozófia professzora lett, végül 1927-ben visszavonult. 1940-ben elnyerte a Kulturális Rendet (文化勲章, bunka kunsó). Az 1940-es évektől kezdve részt vett a Csibai Technológiai Intézet (千葉工業大学) létrehozásában.
75 éves korában hunyt el vesebetegségben. Hamvait három részre osztották, és három különböző helyen helyezték örök nyugalomra. Hamvai egyik harmada a Nisida családi sírba lett elhantolva szülőhelyén, Unoke községben, Isikava prefektúrában. Második nyughelye a kamakurai Tókei-dzsi templomban található, ahol jó barátja, D. T. Szuzuki szervezte meg Nisida temetését, majd később a szomszédos telken el is földelték. A harmadik sír pedig Reiun'in (霊雲院) templomban található.

## Élete
1870. május 19-én született egy kis faluban Kanazava városától északra. Szülőföldjén, mely a mai Kahoku városává nőtte ki magát, egy archívum és egy monumentális múzeum is található a tiszteletére, ez utóbbi talán a világ legnagyobb építészeti struktúrája, melyet egy filozófusnak emeltek. Nisida a korai Meidzsi korszakban (1868–1912) nőtt fel, mikor Japán két és fél évszázados elzárkózás után újra megnyitotta kapuit a nyugat felé, és átvette az európai politikai, oktatási és kulturális irányzatokat/intézményi struktúrát.
Nisida korai éveire úgy nyomta rá a bélyegét ez a „modernizáció”, hogy egy merev, gyakran elnyomó iskolai légkört hozott létre, mely megkövetelte a császár iránti elkötelezettséget, valamint a kitettséget a japán „felvilágosodásnak”, melyben bemutatkoztak a nyugati filozófusok a japán társadalomnak.
A középiskolai éveiben, melyet Kanazawában töltött, a kínai konfucianizmus, neokonfucianizmus és a taoizmus klasszikusait olvasta angolul, németül. Kitűnt a matematikában, és érdeklődéssel forgatta Hegel és Kant munkáit. Itt kötött életre szóló barátságot D. T. Szuzukival.
Felvételt nyert a Tokiói Birodalmi Egyetemre, a következő évben lehetősége nyílt, hogy Kant, Hegel és Schopenhauer tanulmányait tanulmányozza japán első filozófiaprofesszorai alatt. 1894-es diplomázását követően megházasodott, és több regionális középiskolában és egyetemen tanított.
A következő évtizedben németet és más tárgyak oktatása mellett kiadott pár filozófiai esszét, de ez idő tájt sokkal inkább buddhista meditációs gyakorlatokat gyakorolt kiotói zenmesterek iránymutatása alatt. 1905-ben elkezdett töprengeni és lefektetni korai fő művének alapfeltevéseit, mely később az 1911-ben megjelenő A jó kutatása (善の研究, Zen no kenkjú) című művében teljesedik ki, ennek révén elnyerte a lehetőséget, hogy a Kiotói Birodalmi Egyetemen kapjon állást, és 1914-ben a filozófiai tanszék professzorává nevezték ki.
Nisida ezt követően azon filozófiai munkákra koncentrált, amelyek Európából érkeztek a felkelő nap országába; a következő évtizedben számos esszét írt, amelyek újragondolták többek között a neo-kanti, royce-i, bergsoni, Hermann Lotze-i terminusokat. Ezeket az esszéket gyűjtőkötetekbe rendezte, melyek témái széles spektrumot öleltek fel a művészettől és az erkölcsig bezárólag.
Nisida népszerűsége az egekbe szökkent az 1920-as években. Ő volt az, aki segített Tanabe Hadzsimének, Vacudzsi Tecurónak és Kuki Súzónak a kiotói egyetemen betöltött pozícióik megszerzésében, illetőleg olyan tanulókat vonzottak előadásai, mint Nisitani Keidzsi és Toszaka Dzsun, akik mindannyian meghatározó filozófusai lettek a szigetországnak.
Az 1920-as évek idusán kifejlesztette a fő tézisét, a baso elméletet (a baso (場所) jelentése: hely vagy toposz) melyet továbbfejlesztett, miután 1929 professzor emeritus lett és elköltözött Kamakurában. Az 1930-as évek elején érdeklődése az emberi cselekvések és kölcsönhatások természete és azok hatása történelmi és társadalmi világunkra, valamint a kultúra és a nemzetiség értelme felé fordult.
Mivel őt tekintették japán első számú filozófusának, a japán kormány vezetése (köztük egykori tanítványa, a későbbi miniszterelnök Konoe Fumimaro) felkérték, hogy indokolja meg a japán nacionalizmust. Eleget tett a kérésnek még annak ellenére is, hogy fenntartásai voltak a japán expanziót illetően. Ennek ellenére nagy figyelmet szentelt ennek a munkának. 1938-ban előadást tartott a „A japán kultúra problémája címmel”, mely sikereit jól mutatja, hogy mikor két évvel később megjelent nyomtatott formában, a könyv több, mint 60 000 példányban kelt el. 1940-ben elnyerte a Kulturális Rendet (文化勲章, bunka kunsó).
1941-ben meghívót küldött a császárnak, és arra kérte, hogy támogassa az akadémiai szabadságot minden nemzetnek a nagyvilágban, illetve, hogy képviselhessék a saját ideológiájukat. Ez időben Nisida jobboldali kritikusai azzal vádolták, hogy politikai írásai túl absztraktak, nem támogatja kellőképpen a kormánypolitikát; a második világháborút követően a baloldali kritikusok pedig azzal, hogy túlságosan nacionalista.
Annak ellenére, hogy egészsége megromlott és körülötte minden várost lebombáztak, Nisida tovább folytatta a filozófiai vizsgálatait, például Descartes és Leibniz műveit használta kiinduló pontként. Két hónappal az 1945. június 7-én bekövetkezett halála előtt befejezte A semmi helyének logikája és a vallásos világnézet című esszéjét. Műveinek 19 kötetes könyvsorozatát halála után két évvel kezdték el közzétenni. Egy korabeli fénykép tanúskodik arról, hogy több száz ember üldögél a bolt előtt, hogy az első kötet 1947. június 20-ai kiadását megvásárolhassák.

## Filozófiája
Mivel a Meidzsi-kor harmadik évében született, Nisida egy új, egyedülálló lehetőséget kapott: az évszázados keleti filozófiai problémákat a nyugati filozófia módszereivel vizsgálhatta. Nisida eredeti és kreatív filozófiája a zen és a nyugati filozófia ötleteit tartalmazza, s célja Kelet és a Nyugat közelebb hozása.
Nishida élete folyamán számos könyvet és esszét tett közzé, köztük A jó kutatása és A semmi helyének logikája és a vallásos világnézet. A kiotói iskola Nisida életművén alapult, és tanítványait az ő gondolatai inspirálták. A leghíresebb tézise a Baso logikája egy nem dualista konkrét logika, melynek célja a szubjektum-objektum megkülönböztetésének elégtelensége Arisztotelész szubjektumlogikája és Immanuel Kant predikátumlogikája, az általa „teljesen ellentmondásos önazonosságnak” nevezi az ellentétek dinamikus feszültségét, mely Georg Wilhelm Friedrich Hegel dialektikus logikájához képest nem old meg semmilyen szintézist. Inkább meghatározza a megfelelő témát, fenntartva a megerősítés és a negáció közti feszültséget ellentétes oszlopokként vagy perspektívákként.
Amikor David A. Dilworth Nisida munkájáról írt, nem említette a debütáló könyvét a hasznos könyvek osztályozásában. A jó kutatása c. könyvében Nisida a tapasztalatról, a valóságról, a jóról és a vallásról is írt. Azt állította, hogy egyetlen valós formája a tapasztalatnak a tiszta tapasztalat.

## Örökség
Abe Maszao szerint „A második világháború idején a jobboldali gondolkodók támadták őt antinacionalistaként a nyugati filozófia és a logika elismeréséért, de a háború után a baloldali gondolkodók kritikussá tették a filozófiáját, mert nacionalista volt, mivel a semmire hagyatkozott. A nyugati filozófiában és logikában egyfajta egyetemességet ismer, de nem fogadta el, hogy ez volt az egyetlen univerzalitás.”[forrás?]

## Munkáinak listája
- (1911) An Inquiry into the Good (善の研究, Zen no kenkjú)
- (1915) Thinking and Experience (思索と体験, Siszaku to taiken)
- (1913–17) Intuition and Reflection in Self-consciousness (自覚に於ける直観と反省, Dzsikaku ni okeru csokkan to hanszei)
- (1918–9) The Problem of Consciousness (意識の問題, Isiki no Mondai)
- (1920–23) Art and Morality (芸術と道徳, Geidzsucu to dótoku)
- (1923–27) From the Acting to the Seeing (働くものから見るものへ, Hatarakumono kara mirumono e)
- (1928–29) The System of Universals in Self-Awareness (一般者の自覚的体系, Ippansa no dzsikakuteki taikei)
- (1930–32) The Self-Awareness and Determination of the Nothingness (無の自覚的限定, Mu no dzsikakuteki gentei)
- (1933) Fundamental Problems of Philosophy (World of Act) (哲学の根本問題(行為の世界), Tecugaku no konpon mondai (kói no szekai))
- (1934) Fundamental Problems of Philosophy Continued (World as Dialectic) (哲学の根本問題 続編(弁証法的世界)), Tecugaku-no konpon mondai zokuhen (bensóhóteki-szekai)
- (1935) Philosophical Proceedings 1 —An Attempt for A System of Philosophy (哲学的論文集 第一 ―哲学体系への企図, Tecugaku-teki ronbun-shú daiicsi　―tecugakutaikei e no kito)
- (1936–37) Philosophical Proceedings 2 (哲学的論文集第二, Tecugaku-teki ronbun-sú daini)
- (1938–39) Philosophical Proceedings 3 (哲学的論文集第三, Tecugaku-teki ronbun-sú daiszan)
- (1940–41) Philosophical Proceedings 4 (哲学的論文集第四, Tecugaku-teki ronbun-sú daijon)
- (1943–44) Philosophical Proceedings 5 (哲学的論文集第五, Tecugaku-teki ronbun-sú daigo)
- (1944–45) Philosophical Proceedings 6 (哲学的論文集第六, Tecugaku-teki ronbun-sú dairoku)
- (1944–46) Philosophical Proceedings 7 (哲学的論文集第七, Tecugaku-teki ronbun-sú dainana)